# Gunning Bedford jr.

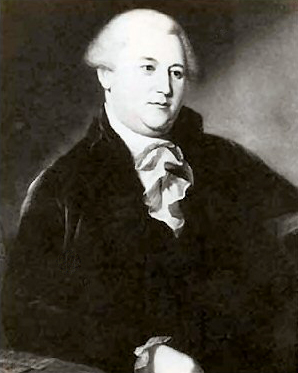
Gunning Bedford

Gunning Bedford junior (Philadelphia (Pennsylvania), 1747 – Wilmington (Delaware), 
30 maart 1812) was een Amerikaanse advocaat en politicus uit Wilmington (Delaware). Tijdens het Continental Congress was hij afgevaardigde voor Delaware, later – voor diezelfde staat – was hij aanwezig bij de Constitutional Convention en een van de ondertekenaars van de Amerikaanse grondwet.
Bedford wordt vaak verward met zijn vader Gunning Bedford sr. (1742-1797), een officier in het Continental Army ten tijde van de Amerikaanse Onafhankelijkheidsoorlog en gouverneur van Delaware.

## Levensloop
Bedford studeerde aan de Princeton-universiteit. Hij werd in 1783 gekozen in het Huis van Afgevaardigden van de staat Delaware. Daarvan maakte hij vier jaar deel uit. Daarna had hij van 1788 tot 1791 zitting in de Staatssenaat. Van 1778 tot 1790 was hij ook de eerste officier van justitie van de staat Delaware.
Namens de staat Delaware had Bedford zitting in het Continental Congress. Daarin was hij de meest uitgesproken voorstander van een gelijke machtsverdeling tussen kleine en grote staten. Veel van zijn medestanders zochten de oplossing in een sterke federale overheid die hen zou beschermen tegen de macht van de grotere staten. Bedford wilde die macht van de federale overheid juist beperken. Hij suggereerde zelfs dat de kleine staten de hulp zouden moeten zoeken van een buitenlandse macht die hen kon beschermen.
Bedford stemde echter in met een compromis oen het conflict over representatie een bedreiging begon te vormen voor het functioneren van de Convention. Hij nam zitting in een comité dat uiteindelijk zou instemmen met een Senaat waarin de staten gelijk vertegenwoordigd waren en een verdeling op basis van sterkte in het Huis van Afgevaardigden. Dankzij de inzet van onder andere Bedford was Delaware de eerste staat die de grondwet ratificeerde.
Door president George Washington werd Bedford op 24 september 1789 vervolgens voorgedragen als eerste rechter voor het District Court for the District of Delaware. Hij accepteerde de nominatie en bekleedde deze functie tot aan zijn dood. Ook zette hij zich in voor het onderwijs. Hij werd de eerste president van Wilmington College.
Baldwin · Bassett · Bedford · Blair · Blount · Brearley · Broom · Butler · Carroll · Clymer · Daniel · Dayton · Dickinson · Few · Fitzsimons · Franklin · Gilman · Gorham · Hamilton · Ingersoll · Johnson · King · Langdon · Livingston · Madison · McHenry · Mifflin · G. Morris · R. Morris · Paterson · C. C. Pinckney · Pinckney · Read · Rutledge · Sherman · Spaight · Washington · Williamson · Wilson
- Gemeinsame Normdatei: 1194597475
- International Standard Name Identifier: 0000 0000 3115 9592
- Library of Congress Control Number: n88057245
- SNAC: w6zb04js
- Biographical Directory of the United States Congress: B000300
- Virtual International Authority File: 40920954
- WorldCat: E39PBJyRFmfGdPMBVcWfDqMXVC